# Portrait du Bouddha Jésus
 (novembre 2021).
La mise en forme du texte ne suit pas les recommandations de Wikipédia : il faut le « wikifier ».
Les points d'amélioration suivants sont les cas les plus fréquents. Le détail des points à revoir est peut-être précisé sur la page de discussion.
- Les titres sont pré-formatés par le logiciel. Ils ne sont ni en capitales, ni en gras.
- Le texte ne doit pas être écrit en capitales (les noms de famille non plus), ni en gras, ni en italique, ni en « petit »…
- Le gras n'est utilisé que pour surligner le titre de l'article dans l'introduction, une seule fois.
- L'italique est rarement utilisé : mots en langue étrangère, titres d'œuvres, noms de bateaux, etc.
- Les citations ne sont pas en italique mais en corps de texte normal. Elles sont entourées par des guillemets français : « et ».
- Les listes à puces sont à éviter, des paragraphes rédigés étant largement préférés. Les tableaux sont à réserver à la présentation de données structurées (résultats, etc.).
- Les appels de note de bas de page (petits chiffres en exposant, introduits par l'outil «  Source ») sont à placer entre la fin de phrase et le point final[comme ça].
- Les liens internes (vers d'autres articles de Wikipédia) sont à choisir avec parcimonie. Créez des liens vers des articles approfondissant le sujet. Les termes génériques sans rapport avec le sujet sont à éviter, ainsi que les répétitions de liens vers un même terme.
- Les liens externes sont à placer uniquement dans une section « Liens externes », à la fin de l'article. Ces liens sont à choisir avec parcimonie suivant les règles définies. Si un lien sert de source à l'article, son insertion dans le texte est à faire par les notes de bas de page.
- La présentation des références doit suivre les conventions bibliographiques. Il est recommandé d'utiliser les modèles {{Ouvrage}}, {{Chapitre}}, {{Article}}, {{Lien web}} et/ou {{Bibliographie}}. Le mode d'édition visuel peut mettre en forme automatiquement les références.
- Insérer une infobox (cadre d'informations à droite) n'est pas obligatoire pour parachever la mise en page.

Pour une aide détaillée, merci de consulter Aide:Wikification.
Si vous pensez que ces points ont été résolus, vous pouvez retirer ce bandeau et améliorer la mise en forme d'un autre article.

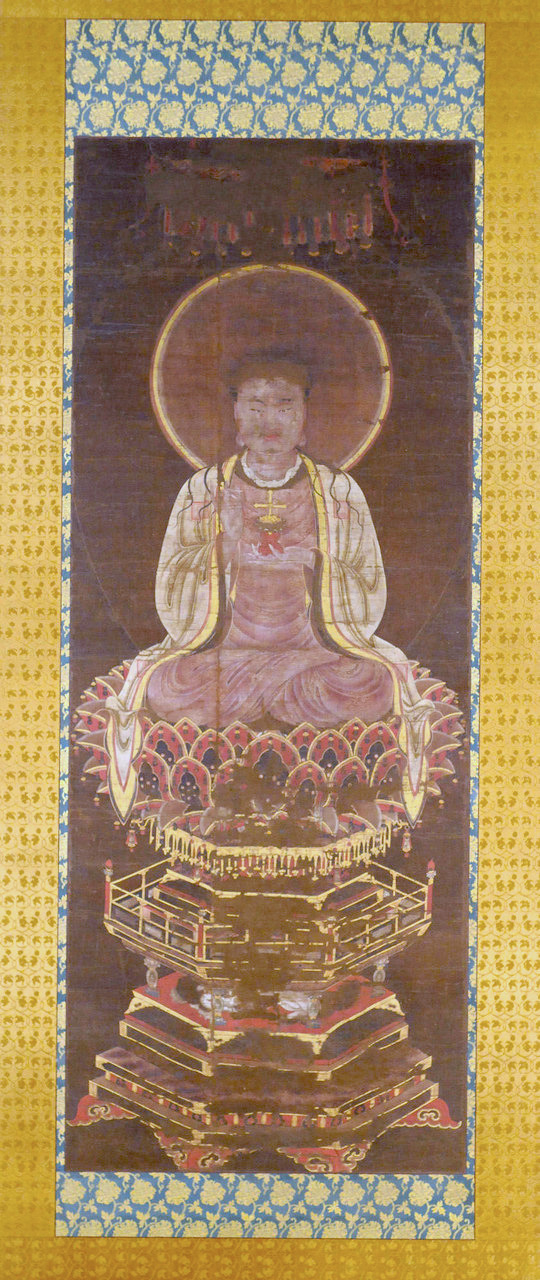
Peinture manichéenne du Bouddha Jésus.

La Peinture manichéenne du Bouddha Jésus (chinois traditionnel : 夷數佛幀 ; pinyin : Yíshù fózhēn ; japonais : キリスト聖像, rōmaji : Kirisuto Sei-zō, litt. « L'Image sacrée du Christ ») est un rouleau de soie de la dynastie des Song du Sud chinois conservé au temple Seiunji à Kōshū, Yamanashi, au Japon. Il mesure 153,5 cm de hauteur, 58,7 cm de largeur, date du XIIe   au   XIIIe siècle et représente une figure solitaire nimbée sur une soie chinoise médiévale brun foncé.Selon l'historienne hongroise Zsuzsanna Gulácsi, cette peinture est l'un des six rouleaux suspendus manichéens chinois documentés de la province de Zhejiang datant du début du XIIe siècle, intitulés Yishu fo zhen (littéralement "Peinture en soie du Bouddha [prophète] Jésus").

## Description

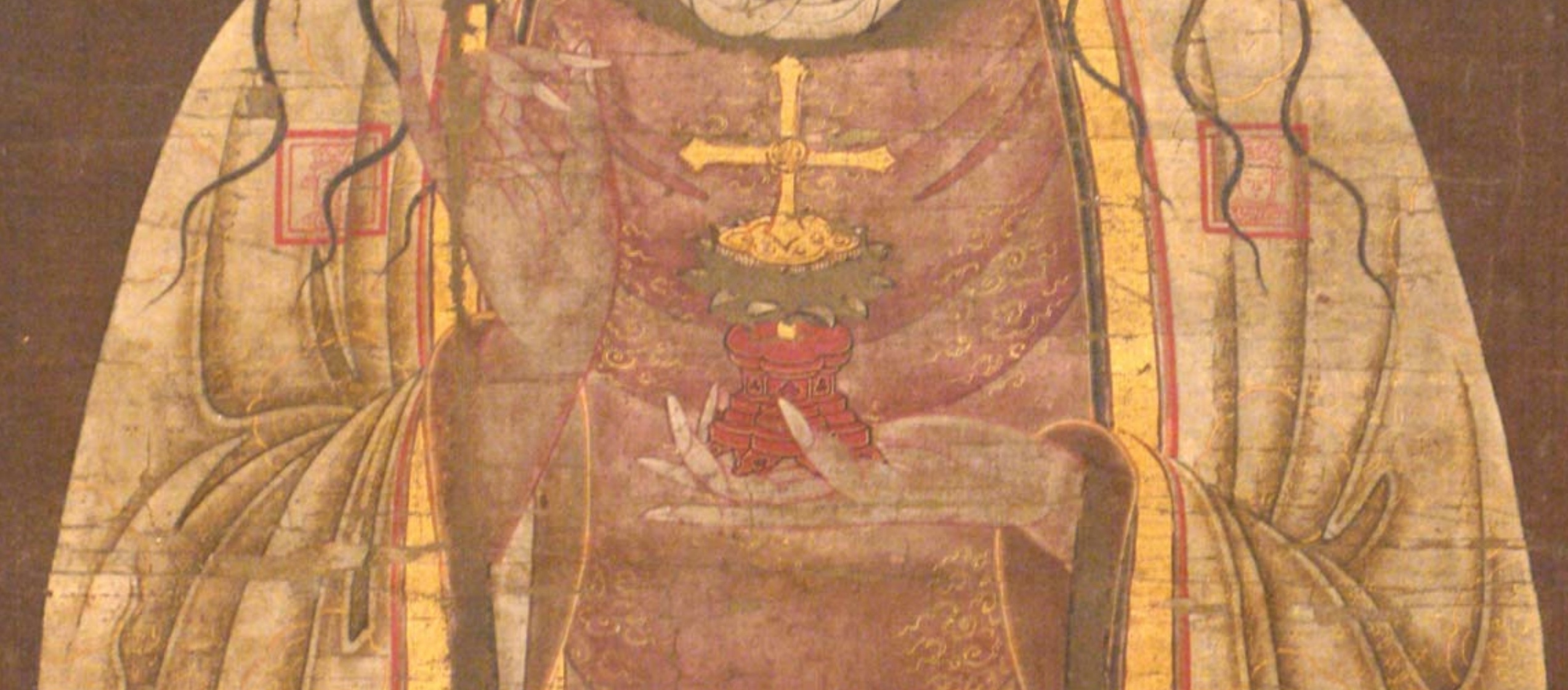
Détail : Croix de Lumière.

Le tableau représente une figure monumentale et solitaire, avec des lignes scintillantes d'or et de couleurs variées. La moitié supérieure est occupée par une divinité masquée assise en position du lotus et les mains serrées l'une contre l'autre devant la poitrine. Il tient dans sa main gauche un piédestal de lotus rouge sur lequel est assise une petite croix en or (Croix de Lumière). En plus du nimbe autour de la tête, il y a un léger contour d'une grande mandorle qui encadre le corps et atteint le haut, où un dais à glands pendait au-dessus du nimbe. La moitié inférieure est occupée par un piédestal élaboré, qui est un support hexagonal multicouche soutenant un lotus aux pétales luxuriants qui s'ouvrent en cinq anneaux ordonnés. Chaque pétale évoque la forme d'un autel miniature.

## Fond
Selon le Song Huiyao Jigao, il y avait six peintures en possession d'une église chinoise manichéenne utilisée comme objets d'apprentissage et de vénération :
- Peinture sur soie du Bouddha de l'Eau Merveilleuse (妙水佛幀)
- Peinture sur soie du bouddha Première Pensée (先意佛幀)
- Peinture sur soie du Bouddha Jésus (夷數佛幀)
- Peinture en soie du Bien et du Mal (善惡幀)
- Peinture sur soie du Prince Royal (太子幀)
- Peinture sur soie des Quatre Rois du Ciel (四天王幀)

## Histoire
L'histoire de ce rouleau suspendu représente un cas unique de métamorphose religieuse, car il a été utilisé par trois religions. Il peut être divisé en trois épisodes : avant ca. 1552, l'image était vénérée par les Manichéens du sud de la Chine. De 1552 (ou 1608) à 1612, durant cette période de soixante ans (au plus), le tableau fonctionna comme un objet chrétien au Japon. Aucune trace écrite, seule la légende du temple Seiunji, suggère que la peinture appartenait à un daimyō chrétien exécuté Arima Harunobu, avant qu'elle ne se retrouve dans le temple bouddhiste. Le plus récent, qui a duré environ quatre cents ans, lorsque le rouleau a été utilisé comme œuvre d'art bouddhiste dans le temple Seiunji au Japon. Les bouddhistes japonais le considéraient comme une représentation de Ākāśagarbha (japonais : 虚空蔵菩薩), un bodhisattva céleste vénéré dans le bouddhisme ésotérique.

## Une analyse

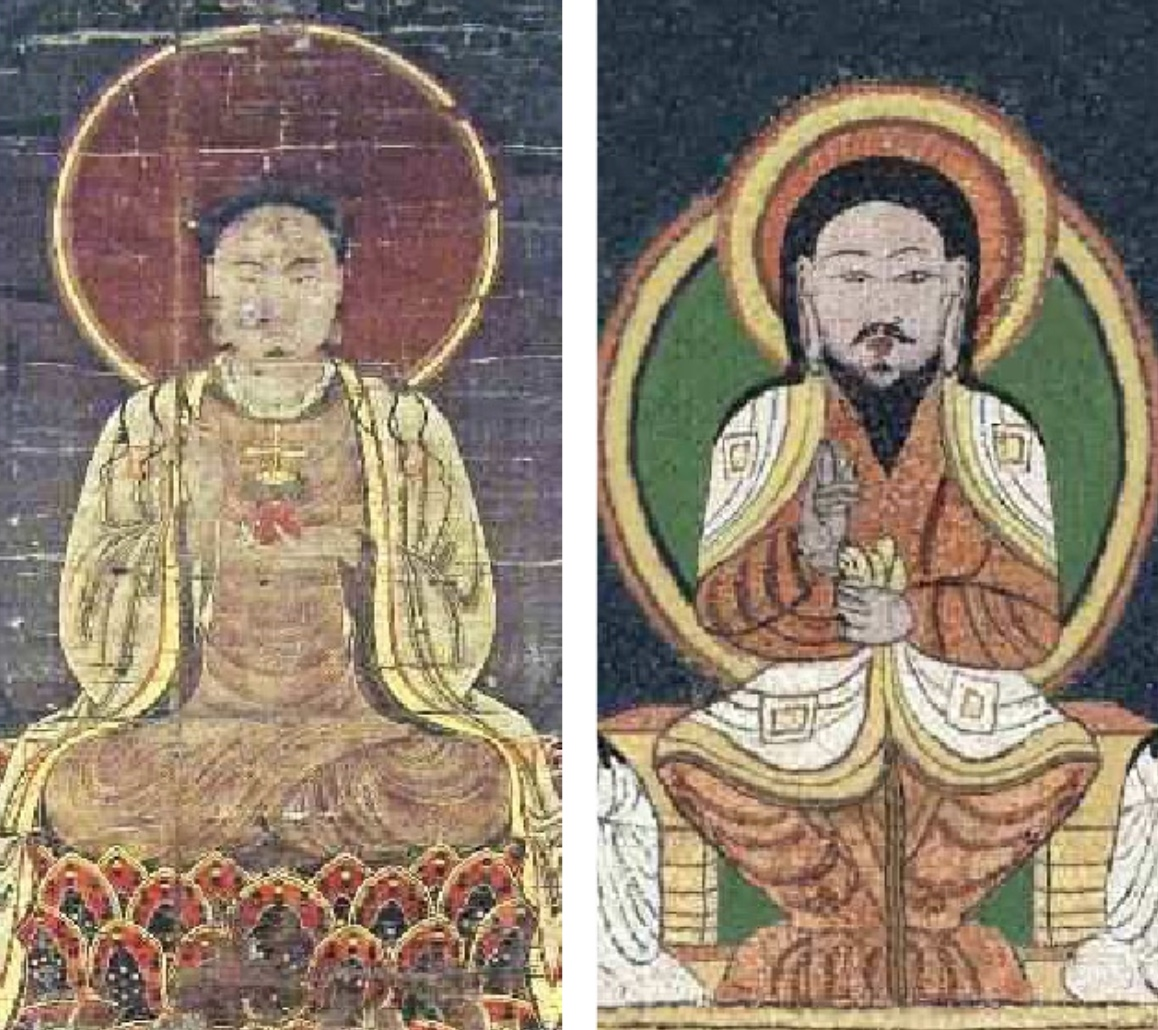
À gauche : peinture sur soie manichéenne représentant le bouddha Jésus, datant du XIIIe siècle en Chine du Sud ; à droite : image de Jésus trônant sur une bannière de temple manichéenne datant du Xe siècle à Qocho (Asie centrale orientale). Points de comparaison indiqués par Zsuzsanna Gulácsi : "1, auréole rouge encadrée de bandes rouge-or-rouge ; 2, cheveux longs, moustache, barbe, pas de couvre-chef, boucle sous le lobe de l'oreille ; 3, manteau blanc avec bordure dorée et quatre insignes ; 4, robe rouge avec plis dans des tons rouge foncé couvrant le corps ; 5, geste de la main droite montrant les deux doigts les plus éloignés ; 6, formes culturellement distinctes de la zone d'assise prestigieuse"

La peinture a été identifiée plus tôt par l'historien de l'art japonais Takeo Izumi (ja) tant qu'œuvre d'art chrétienne nestorienne de la dynastie Yuan. Zsuzsanna Gulácsi note que le caractère hautement sinisé de cette peinture affaiblit cette idée, "puisque le christianisme nestorien en Chine a maintenu une identité étrangère et a produit un art avec un degré d'intégration relativement faible par rapport aux arts d'autres religions originellement étrangères mais plus tard pleinement intégrées, comme le bouddhisme et le manichéisme."

Après avoir étudié et comparé le rouleau avec un certain nombre d'œuvres d'art bouddhistes, chrétiennes nestoriennes et manichéennes, Gulácsi a conclu dans son article intitulé "A Manichaean Portrait of the Buddha Jesus: Identifying a Twelfth-Thirteenth-century Chinese Painting from the Collection of Seiun-ji Zen Temple", que la peinture est une œuvre d'art manichéenne :  

« Bien qu'elle représente un personnage assis sur un piédestal de lotus avec une statuette de croix dans la main gauche, cette peinture n'est ni une œuvre bouddhiste ni une œuvre chrétienne pour trois raisons : Premièrement, elle peut être reliée à des sources textuelles et visuelles chinoises contemporaines qui confirment sa création et son utilisation dans un contexte manichéen ; deuxièmement, elle présente une continuité iconographique et compositionnelle avec l'art manichéen antérieur ; et troisièmement, elle représente un sujet manichéen (le prophète Jésus) avec des symboles qui font allusion à deux enseignements manichéens fondamentaux (Dualisme et la Croix de Lumière) qui sont bien documentés tout au long de l'histoire de cette religion. D'après un inventaire contemporain des peintures en possession d'un temple manichéen à Wenzhou, ce rouleau suspendu pourrait être intitulé Yishu fo zhen. (Peinture en soie du Bouddha ["Prophète"] Jésus). Son attribution et son identification nous aident à confirmer que le sujet Jésus a eu une longue histoire dans l'art dévotionnel manichéen, ce qui est désormais visible à travers deux fragments provenant du Est de l'Asie centrale et un troisième, exquisément bien conservé, du sud de la Chine. »

## Excursus

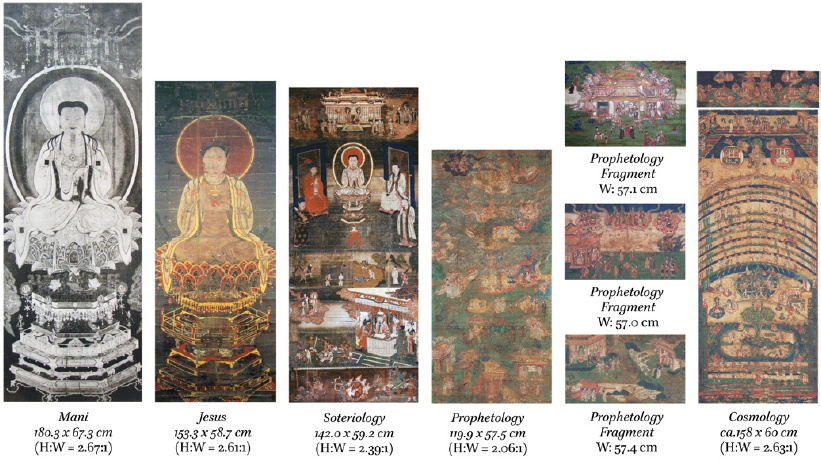
Huit Atlas de peinture sur soie

Huit rouleaux de soie suspendus avec des images didactiques manichéennes du sud de la Chine entre le XIIe siècle et le XVe siècle, qui peuvent être divisés en quatre catégories :
Deux portraits uniques (représentant Mani et Jésus)
- Icône de Mani
- Peinture manichéenne du Bouddha Jésus

Un rouleau illustrant la théorie du salut ( Soteriology )
- Sermon sur l'enseignement du salut de Mani

Quatre rouleaux représentant la prophétologie ( Prophetology )
- Les parents de Mani (en)
- Naissance de Mani (en)
- Épisodes du travail missionnaire de Mani (en)
- Création de la communauté de Mani (en)

Un rouleau représentant la cosmologie ( Cosmology )
- Diagramme de l'univers

## Voir également
- Le manichéisme chinois
- Peinture chrétienne de Dunhuang